# Golpe de Estado en Costa Rica de 1917
El Golpe de Estado de la mañana del 27 de enero de 1917 fue una ruptura del orden constitucional en la República de Costa Rica, en donde el presidente constitucional Alfredo González Flores, fue derrocado por su Ministro de Guerra y Marina Federico "Pelico" Tinoco y el hermano de este y comandante del Ejército José Joaquín Tinoco. El golpe contaba con el apoyo de la gran oligarquía, principalmente la banquera y cafetalera, afectada por las reformas de González, particularmente una carga impositiva mayor. González no gozaba de respaldo popular ya que había sido designado por el Congreso y no electo en comicios abiertos. 
Tinoco, además del apoyo de la oligarquía más conservadora, tenía el respaldo de la Iglesia,  del Ejército  (comandando por su hermano), de importantes figuras políticas e intelectuales  y de amplios sectores de la población, si bien la brutalidad represiva del régimen fue poco a poco minándole la popularidad. 
El régimen convocó a unas cuestionables elecciones presidenciales con Tinoco como candidato único y donde la oposición solo pudo limitarse a llamar a la abstención, así como convocó a elecciones para una Asamblea Constituyente que fueron casi enteramente ganadas por candidatos del Partido Peliquista, el oficialista de Tinoco (apodado Pelico). 
No obstante, la dictadura de Tinoco duraría solo dos años. Su hermano José Joaquín murió asesinado el 10 de agosto de 1919 y ya antes fuerzas rebeldes habían incursionado en el país con diversos grados de éxito. Tinoco finalmente abandona el país dos días después de la muerte de su hermano.